# Такаши Кано
Такаши Кано (јап. 加納 孝; Токио, 31. октобар 1920 — Токио, 4. јун 2000) био је јапански фудбалер.

## Каријера
Током каријере је играо за Васеда ВМВ.

## Репрезентација
За репрезентацију Јапана дебитовао је 1951. године. За тај тим је одиграо 7 утакмица и постигао 2 гола.

## Статистика
| Јапан  | Јапан   | Јапан  |
| Година | Наступи | Голови |
| ------ | ------- | ------ |
| 1951.  | 3       | 0      |
| 1952.  | 0       | 0      |
| 1953.  | 0       | 0      |
| 1954.  | 4       | 2      |
| Укупно | 7       | 2      |